# Tomas Asklund
Tomas Asklund, även känd under artistnamnet Alzazmon, född 28 januari 1970, är en svensk trummis och skivproducent. Han är mest känd som medlem av black metal- och death metal-band som Dissection, Gorgoroth, Dark Funeral, Infernal och Dawn, men han har också spelat i band och projekt inom flera olika musikgenrer. Asklund äger Monolith Studio.

## Diskografi

### Gorgoroth
- Quantos Possunt ad Satanitatem Trahunt (2009)
- Under the Sign of Hell 2011 (2011)
- Instinctus Bestialis (2015)

### Dissection
- Reinkaos (2006)
- Rebirth of Dissection (DVD) (2006)
- Maha Kali (MCD) (2004)

### Infernal
- Summon Forth the Beast (MCD) (2002)

### Necromicon
- Peccata Mundi (2000)

### Dark Funeral
- Vobiscum Satanas (1998)